# Louis Faucon
Pour les articles homonymes, voir Faucon (homonymie).
Louis Faucon, né le 12 mars 1816 à Tarascon et mort le 18 mars 1897 à Graveson, est un propriétaire et viticulteur français.

## Biographie
Viticulteur, inventeur du procédé de submersion des vignes, officier de la Légion d'honneur en 1881  pour reconnaître ses succès dans la lutte contre le phylloxéra.

## Publication
- Sur la maladie de la vigne et sur son traitement par le procédé de la submersion, Paris, Mémoires présentés à l'Académie des sciences, tome XXII no 13, 1874. Concerne le traitement du phylloxéra.